# Le Rœulx
Le Rœulx (valonă El Rû) este un oraș francofon din regiunea Valonia din Belgia. Comuna Le Rœulx este formată din localitățile Le Rœulx, Gottignies, Mignault, Thieu și Ville-sur-Haine. Suprafața sa totală este de 42,80 km². La 1 ianuarie 2008 comuna avea o populație totală de 8.019 locuitori. 
Comuna Le Rœulx se învecinează cu comunele Ecaussinnes, La Louvière, Mons, Seneffe și Soignies.

## Localități înfrățite
- Franța: Quinsac.

1. ↑  GeoNames, accesat în 9 iulie 2017